# Silent Stream of Godless Elegy
Silent Stream of Godless Elegy, abreviado como SSoGE, es una banda de folk metal formada en 1995 con sede en Moravia, República Checa. A partir de 2020 han lanzado seis álbumes de estudio y un EP.

## Biografía

### Primeros años:Iron, Behind the Shadows y Themes
La banda se formó en Hranice en 1995 por los hermanos Michal (batería) y Radek Hajda (guitarra). A ellos se les unieron el bajista Filip Chudý, el vocalista y guitarrista Petr Staněk y la violinista Zuzana Zamazalová. Durante su primer año lanzaron dos demos: Apotheosis (1995) y . . . Amber Sea (1996). Llamaron la atención con su álbum debut Iron (1996). El álbum presentaba melodías fuertes: los notables gruñidos vocales de Staňek y el distintivo sonido de violín de Zamazalová. En el verano de 1997, se les unió el violonchelista Michal Sýkora.
El segundo álbum de SSoGE, Behind the Shadows, fue lanzado en 1998 a través la disquera Redblack. A través de él aumentaron el repertorio de la banda con técnicas rítmicas y estilísticas más pronunciadas, lo que les ganó una audiencia internacional más amplia. La primera fase de la historia de SSoGE se cerró con el lanzamiento de su tercer disco, Themes (2000), que mostró un sonido más progresivo, combinando doom metal con tonos de death metal y black metal, así como algunos elementos más ligeros. El álbum le valió a la banda un premio Anděl en 2000 de la Academia Checa de Música Popular en la categoría «Hard & Heavy». El mismo año, SSoGE contribuyó con tres canciones a álbumes tributo que celebran a algunos de sus héroes musicales. Estos fueron «Zapálili Jsme Onen Svět», una canción de la banda checa de black metal Master's Hammer; «Blood, Milk and Sky» de White Zombie; y «Kashmir» de Led Zeppelin.

### Nueva alineación, nuevo material
Después de esto, la banda pasó por varios cambios de formación, dejando a Radek Hajda como el único miembro fundador, aunque Michal Sýkora terminó regresando. Comenzaron a enfatizar el folclore de Moravia, como se muestra en su próximo álbum, Relic Dances (2004). El disco incluía colaboraciones con el conocido músico folclórico moravo Tomáš Kočko y el conjunto de dulcimer Radošov. Esto les valió un segundo premio Anděl en la misma categoría anteriormente mencionada. Debido a la popularidad de este disco, en 2006, SSoGE lanzó el EP Osamělí, que contenía material adicional de las sesiones de grabación de Relic Dances, cantado en checo y polaco. Relic Dances fue seguido en 2011 por Návaz, producido por Roland Grapow. El último lanzamiento de la banda es Smutnice (2018), producido por el músico israelí Yossi Sassi y mezclado por Grapow.

## Miembros de la banda
Miembros actuales
- Pavel Hrnčíř - voz
- Hana Hajdová - voz (exmiembro de Forgotten Silence)
- Michal Sykora - violonchelo
- Gabriela Povrazníková - violín
- Radek Hajda - guitarra
- Stanislav Pavlík - bajo
- Michal Milták - batería

Miembros anteriores
- Filip Chudý - bajo (1995-1999)
- Hynek Stančík - guitarra (2001-2003)
- Jarek Adámek - guitarra (2004-2005)
- Kiril Chlebnikov - violín/bajo (1999–2001)
- Michal Hajda - batería (1995-2003)
- Michal Herak - vocal (2001-2004)
- Michal Rak - batería (2003-2007)
- Pavla Lukášová - violín (2000-2001)
- Petr Staněk - guitarra/voz (1995-2001)
- Zuzana Zamazalová - violín/voz (1995–2001)
- Petra Nováčková - violín (2001-2008)
- Mirek Petřek - guitarra (1997–?)
- Dušan Fojtášek - bajo (2002–?)
- David Najbrt - batería (2007–?)

## Discografía
Álbumes de estudio
- 1996 - Iron
- 1998 - Behind the Shadows
- 2000 - Themes
- 2004 - Relic Dances
- 2011 - Návaz
- 2018 - Smutnice

EPs
- 2000 - Osamělí

Demos
- 1995 - Apotheosis
- 1996 - . . . Amber Sea

Apariciones en compilaciones
- 2000 - «Zapálili Jsme Onen Svět» en A Tribute to Master's Hammer
- 2000 - «Blood, Milk and Sky» en Super-Charger Hell - A Tribute to White Zombie
- 2000 - «Kashmir» en Dead Zeppelin - A Metal Tribute to Led Zeppelin